# Wassereis (Speiseeis)

Schleckdrinks (links: Verkaufsware, rechts: nach dem Einfrieren)

Kratzeisbecher der Sorte Cola

Wassereis (Stangeneis) ist eine Speiseeis-Sorte, die hauptsächlich aus Wasser und Zucker besteht. Darüber hinaus können noch in einem geringen Umfang Fett (meist pflanzlich), einige Hilfsstoffe (zum Beispiel Säuerungsmittel wie Citronensäure) sowie Farb- und Aromastoffe enthalten sein.

## Beschreibung
Während des Gefriervorganges muss Wassereis nicht gerührt werden. Es hat gegenüber gefrorenem Wasser eine geringere Härte, da der Zuckeranteil und die weiteren Zutaten die Bildung von großen Kristallstrukturen verhindern.
Teilweise wird Wassereis von den Herstellern in flüssiger Form vertrieben, so dass es vom Verkäufer oder vom Verbraucher selbst eingefroren werden muss, wodurch die teure Kühlung während des Transports entfällt. Dieses Vertriebsverfahren wird auch dadurch ermöglicht, dass Wassereis keine leicht verderblichen Zutaten enthält und somit keiner Kühlung bedarf.
Wassereis in Stabform kann je nach Hersteller sehr unterschiedliche Bezeichnungen haben: Schleckdrinks, (selbst)gefrierbare Kaltgetränke, Kratzdrinks, Wassereis-Strips oder Schlaucheis.
Nach der deutschen Lebensmittel-Kennzeichnungsverordnung ist Wassereis (hier vereinfacht) so definiert: weniger als 3 Prozent Fett, mindestens 12 Prozent Trockenmasseanteil aus geschmackgebenden und/oder süßenden Zutaten.

## Beispiele
- Diverse Sorten von Wassereismischungen in kleinen Schläuchen zum Selbsteinfrieren
- Kratzeis, das mit einem Löffel abgekratzt wird
- Flutschfinger
- "Bussy" von der Busemann GmbH
- Dolomiti
- Exploding Tops
- Solero Shots
- Shot Ice – Wassereis mit Alkohol
- Slush (Erfrischungsgetränk)